# Medizinischer Gesundheitstherapeut
Medizinische Gesundheitstherapie ist eine Integration neuer Praxisleistungen auch außerhalb der gesetzlichen Krankenversicherungen. Um das Leistungsspektrum der Medizinischen Gesundheitstherapie abzudecken, wurde die Weiterbildungsmaßnahme zum Medizinischen Gesundheitstherapeuten (MGT) entwickelt, für die Angelika Rietz in den Jahren 2015 sowie 2016 vom Berufsverband der Deutschen Dermatologen e. V. (BVDD) für den Innovationspreis Dermatologie nominiert wurde.
Der Medizinische Gesundheitstherapeut (MGT) übernimmt durch die berufliche Weiterqualifikation in Facharztpraxen, Krankenhäusern, Rehakliniken, Alten- und Pflegeheimen oder im ambulanten Bereich eine Schlüsselkompetenz zur Entlastung des Arztes in der derma-kosmetischen sowie derma-ästhetischen Gesundheitspflege.

## Aufgaben
Der Wirkungsbereich des Medizinischen Gesundheitstherapeuten (MGT) umfasst präventive sowie kurative therapeutische Behandlungsmaßnahmen an der Haut, am Haar und am Nagel. Er bietet dermatologisch basierte Hautpflegeplanung und -behandlungen für Haut-, Haar- und Nagelgesundheit an und agiert als Bindeglied zwischen Arzt und Patient.
Der Medizinische Gesundheitstherapeut (MGT)
- ist spezialisiert in der dermatologisch basierten Pflegeplanung und Behandlung
- ist das Bindeglied zwischen Arzt und Patient
- ist für die Stärkung der Patientenorientierung zuständig
- hat einen Wissensvorsprung durch medizinisch-kosmetisches Upgrade in den Behandlungsabläufen für Haut-, Haar- und Nagelbehandlung und -gesundheit
- übernimmt und führt Behandlungsmaßnahmen nach ärztlicher Verordnung durch
- führt alle ästhetisch-dermatologischen sowie kosmetisch-dermatologischen, pre- und postoperativen Behandlungsmaßnahmen durch
- erkennt Hautkrebsveränderungen, Hyperpigmentierung sowie weitere Hautproblematiken und kann diese nach Absprache mit dem Arzt behandeln
- führt aufgrund seines dermatologischen und kosmetischen Wissens in der präparativen sowie apparativen Anwendung und ihrer Wirkungsweisen die Behandlungen selbstständig durch
- berät firmenneutral Patienten/Kunden bei Hautproblemen, die zu kosmetischen Problemen führen und/oder durch kosmetische Störungen begleitet werden, empfiehlt entsprechend dem Behandlungsplan individuelle Hautpflegepräparate.

Der Med. Gesundheitstherapeut hat die Zertifizierungen aller drei Qualifikationsmodule „Hautberater, Hautmanager, Hauttherapeut“ erfolgreich abgeschlossen. Das Spektrum ist nicht mit dem einer Kosmetikerin gleichzusetzen, die hautpflegerisch tätig ist und keine medizinisch-dermatologischen Maßnahmen in ihre Behandlung einbringen darf.

## Vorteile des Medizinischen Gesundheitstherapeuten (MGT) im Vergleich zur Kosmetikerin
Die Berufsbezeichnung Kosmetikerin ist nicht geschützt, die Ausbildung nicht einheitlich geregelt. Alles, was Kosmetiker dürfen, dürfen auch alle anderen ungeschützten Berufe wie Wellnesstrainer, Personal Trainer, Anti-Age-Berater. Aufgrund der generellen Gewerbefreiheit kann hierzulande jeder ein Gewerbe mit einem Kosmetik-Institut anmelden. Eine entsprechende Berufsausbildung oder Fachqualifikation ist keine formale Grundvoraussetzung. Im Idealfall kann eine Kosmetikerin auf eine dreijährige berufliche Ausbildung in einem Kosmetik-Institut oder auf eine Kosmetikausbildung in Berufsfachschulen in freier Trägerschaft verweisen. Hier gibt es keine festen Zeitspannen. Sowohl eine sechswöchige bis hin zu einer zweijährigen schulischen Ausbildung sind ausreichend, um die Berufsbezeichnung „Kosmetikerin“ zu erhalten. Lediglich das duale dreijährige Ausbildungssystem zur Kosmetikerin ist seit 2003 staatlich anerkannt. Nach erfolgreicher Absolvierung darf eine Kosmetikerin ausschließlich und nur an der gesunden Haut arbeiten, indem sie pflegende kosmetische Behandlungen anbietet. Bei Veränderungen oder Störungen des Hautbildes, die im Grenzbereich zu Hautkrankheiten liegen, muss die Kosmetikerin mit einem Facharzt zusammenarbeiten.
Medizinische Fachangestellte unterliegen der Ausbildungsordnung zum Arzthelfer und sind bundeseinheitlich auf drei Jahre im dualen System ausgerichtet und damit staatlich anerkannt. Jedoch ist die Berufsbezeichnung Arzthelfer bzw. Medizinischer Fachangestellter in Deutschland nicht geschützt.
Der Medizinische Gesundheitstherapeut ist im medizinischen Bereich angesiedelt. Als Therapie bezeichnet man die Behandlung einer Krankheit. Der Behandler, der aber eine Therapie durchführt, heißt Therapeut. Der Medizinische Gesundheitstherapeut übernimmt die in Absprache des Arztes notwendigen medizinischen Behandlungen.

## Weiterbildungsvoraussetzung
Die Zusatzqualifikation zum Medizinischen Gesundheitstherapeuten (MGT) können
- Medizinische Fachangestellte (MFA)
- Angestellte in medizinischen Berufen, wie Krankenpfleger, Physiotherapeuten, Altenpfleger
- Menschen in Heilberufen, wie Heilpraktiker, Medizinisch Technischer Assistent (MTA)
- Selbstständige wie Podologen, Kosmetiker in Anspruch nehmen.

## Weiterbildungskonzept
Die Dr. Rietz Akademie NGP (Netzwerk Gesunder Patient) bietet berufsbegleitende Weiterbildung aller Berufsfachgruppen im Gesundheitsbereich und setzt Lernmethoden aus E-Learning und Präsenzunterricht (Webinare) ein. Sowohl MFA, als auch Krankenpfleger, Kosmetiker, Altenpfleger, Physiotherapeuten oder Heilpraktiker können ihre beruflichen Ziele verwirklichen und sich zum zertifizierten Medizinischen Gesundheitstherapeuten (MGT) weiterbilden.
Es stehen drei in sich aufbauende Bildungsstufen zur Auswahl:
1. Stufe: Basic, 4-monatige Kursreihe mit Abschluss: Hautberater
2. Stufe: Intermediate, 6-monatige Kursreihe mit Abschluss: Hautmanager
3. Stufe: Advanced, 12-monatige Kursreihe mit Abschluss: Hauttherapeut
Voraussetzung für die Zertifizierung zum Med. Gesundheitstherapeut ist die erfolgreiche Absolvierung der Module 1–3.
Ziel eines jeden Moduls ist es, dem Weiterbildenden eine bestimmte Kernkompetenz zu vermitteln. Jedes Lernmodul wird mit einer Prüfung abgeschlossen. Die Dauer des Lernverlaufs kann jeder Teilnehmer selbst bestimmen. Die Verlaufspläne haben nur empfehlenden Charakter. Die Weiterbildung ist nicht verpflichtend in genau diesem zeitlichen Ablauf zu absolvieren.
Das Weiterbildungsmodell ist übertragbar auf alle Facharztpraxen wie beispielsweise: Innere Medizin, Neurologie, Unfallchirurgie, Allgemeinmedizin, Augenheilkunde, HNO, Gynäkologie, Urologie, Orthopädie, Psychiatrie und Physiotherapie.